# هيزل غارلاند
هيزل غارلاند (بالإنجليزية: Hazel Garland)‏ هي صحفية أمريكية، ولدت في 28 يناير 1913 في تير هوت في الولايات المتحدة، وتوفيت في 5 أبريل 1988 في ماكيسبورت في الولايات المتحدة.